# 揪军内一小撮
“揪军内一小撮”，全称是揪军内一小撮走资本主义道路的当权派，是1967年文化大革命期间的一个政治口号。

## 概述
1967年1月10日，王力、关锋等人起草了《解放军报宣传无产阶级文化大革命的六条意见》，提出“彻底揭穿军内一小撮走资本主义道路的当权派”。江青看后转送林彪审批，得到后者“完全同意”。1967年1月14日，《解放军报》社论公开提出了该口号。1月15日，《人民日报》转载了这篇社论，揪军内一小撮的口号迅速传遍中国。
1967年7月，七·二〇事件后，林彪、江青等人为了打倒一些军队领导人，借口武汉军区搞兵变，再次提出“揪军内一小撮”，并在报刊上反复宣传。8月1日《红旗》杂志刊登社论《无产阶级必须牢牢掌握枪杆子》，再次强调该口号。此事招致毛泽东不满，并提醒江青要纠偏。林彪、江青等人则将提出“揪军内一小撮”的责任推给王力等人。虽然口号存在时间很短，但是却在当时造成混乱，加剧了冲击军事机关，抢夺军队武器等风气。最终中共中央及中华人民共和国国务院、中央军委、中央文革小组联合发出《关于不准抢夺人民解放军武器、装备和各种军用物资的命令》（《九五命令》）以遏制事态激化。

## 扩展阅读
- 维基文库中的相關文獻：无产阶级必须牢牢掌握枪杆子